# Poeciloxestia plagiata
Poeciloxestia plagiata är en skalbaggsart som först beskrevs av Waterhouse 1880.  Poeciloxestia plagiata ingår i släktet Poeciloxestia och familjen långhorningar. Inga underarter finns listade i Catalogue of Life.